# Vega Ploiești
Vega Ploiești este o rafinărie de petrol din România, fondată în anul 1905 Este una dintre cele mai mici rafinării din România, specializată în producția de uleiuri și de bitumuri. În anul 1999, a fost preluată de compania Rompetrol, deținută atunci de Dinu Patriciu. Din august 2008, a început producția de bitum rutier modificat cu polimeri, pentru construcția de drumuri și autostrăzi. Rafinăria Vega Ploiești produce circa 30–40 de produse speciale, precum solvenți și combustibili de încălzire ecologici și are o capacitate de 300.000 de tone pe an.
Cifra de afaceri:
- 2007: 223,3 milioane dolari[6]
- 2006: 149,9 milioane dolari[6]
- 2005: 100 milioane dolari[1]

Venit net:
- 2007: 76,3 milioane dolari[6]
- 2006: 7,5 milioane dolari[6]